# زيوة (غرغين)
زیوة (بالفارسية: زیوه) هي قرية تقع في إيران في قسم غرغین الريفي. يقدر عدد سكانها بـ 128 نسمة بحسب إحصاء 2016.